# Dismember
Dismember (v překladu z angličtiny to dismember znamená rozčtvrtit) byla švédská death metalová hudební skupina. Byla založena roku 1988 ve městě Stockholm. V zakládající trojici byl zpěvák a baskytarista Robert Sennebäck, kytarista David Blomqvist a bubeník Fred Estby. Kapela náleží do první vlny švédských death metalových skupin vedle např. Entombed, Unleashed, Therion, Grave, Edge of Sanity, Hypocrisy, Tiamat, které vydaly svá debutová alba na počátku 90. let 20. století.
Debutové studiové album Like an Ever Flowing Stream vyšlo v roce 1991 pod hlavičkou německého vydavatelství Nuclear Blast. Celkem kapela vydala osm řadových alb, než se v roce 2011 rozpadla.

## Logo
Logo kapely je symetrické s výrazným počátečním písmenem D a posledním R. Logo nakreslil Nicke Andersson ze spřátelené švédské kapely Entombed.

## Diskografie
Dema
- Dismembered (1988)
- Last Blasphemies (1989)
- Rehearsal (1989)
- Reborn in Blasphemy (1990)

Studiová alba
- Like an Ever Flowing Stream (1991)
- Indecent & Obscene (1993)
- Massive Killing Capacity (1995)
- Death Metal (1997)
- Hate Campaign (2000)
- Where Ironcrosses Grow (2004)
- The God That Never Was (2006)
- Dismember (2008)

Kompilační alba
- Complete Demos (2005)

EP
- Pieces (1992)
- Casket Garden (1995)
- Misanthropic (1997)

Singly
- Skin Her Alive (1991)

## Videografie
DVD
- Live Blasphemies (2004)
- Under Blood Red Skies (2009)